# Heriberto Olvera
Heriberto Olvera Hernández (sinh ngày 13 tháng 5 năm 1990 ở Pachuca de Soto, Hidalgo, México), hay Heriberto Olvera, là một cầu thủ bóng đá người México hiện tại thi đấu cho Lobos BUAP.